# Gałęzie oskrzelowe aorty
Gałęzie oskrzelowe aorty (łac. rami bronchiales), tętnice oskrzelowe (łac. arteriae bronchiales), tętnice odżywcze płuca – w anatomii człowieka grupa tętnic należących do gałęzi trzewnych aorty. 
Miejsca ich odejścia i ich liczba cechują się silną zmiennością osobniczą. Przeważnie są to trzy naczynia: po stronie prawej jedno i dwie po lewej. Zazwyczaj rozpoczynają się w górnej części aorty piersiowej – prawa gałąź jako osobne naczynie, zaś lewe wspólnym pniem. Niekiedy prawa tętnica odchodzi od łuku aorty, tętnicy piersiowej wewnętrznej, tętnicy tarczowej dolnej lub nawet tętnicy podobojczykowej. Gałęzie oskrzelowe dochodzą do tylnej ściany oskrzeli głównych i towarzyszą im we wszystkich rozgałęzieniach. Zaopatrują także tylną stronę dolnej (piersiowej) części tchawicy, gruczoły oskrzeli, opłucną trzewną, ściany tętnic płucnych i żył płucnych.